# Coutieralpheus setirostris
Coutieralpheus setirostris is een garnalensoort uit de familie van de Alpheidae. De wetenschappelijke naam van de soort is voor het eerst geldig gepubliceerd in 2005 door Anker & Felder.